# Louis Cornet
Louis Cornet, né le 31 octobre 1923 à Nuits-Saint-Georges (Côte-d'Or) et mort le 11 septembre 2006 à Brives-Charensac (Haute-Loire), fut évêque du Puy puis évêque de Meaux.

## Biographie
Né le 31 octobre 1923 à Nuits-Saint-Georges, dans une famille de viticulteurs, originaires d’Arbois, Louis Cornet a été ordonné prêtre pour le diocèse d'Autun (Saône-et-Loire) le 18 décembre 1948.
Dans ce diocèse, il fut successivement vicaire à Gueugnon (1949), à Louhans (1951), directeur spirituel du petit séminaire de Rimont (1954), directeur diocésain de l’enseignement religieux (1962), supérieur du grand séminaire d’Autun (1964), curé de Paray-le-Monial (1970).
Le 2 mars 1978, il était nommé évêque du Puy et consacré le 23 avril en la Cathédrale du Puy par Armand-François Le Bourgeois, évêque d'Autun, assisté de Jean-Pierre Dozolme, évêque du Puy et de Louis Boffet, évêque de Montpellier.
Le 20 août 1987, il était nommé évêque de Meaux où son installation était célébrée le 27 septembre.
Le 8 janvier 1989, il a ordonné Guy Thomazeau, évêque auxiliaire de Meaux. 
Durant son ministère épiscopal, il exerça diverses responsabilités au sein de la conférence des évêques de France :
- 1986-1988 : président de la Commission Enfance jeunesse, à ce titre il a particulièrement été attentif au scoutisme
- 1992-1994 : membre du groupe pour la pastorale des réalités du tourisme et des loisirs
- 1992-1995 : membre du Conseil permanent
- 1996-1999 : évêque accompagnateur du Service national des vocations
- 1998-1999 : membre de la Commission épiscopale des ministères ordonnés

Le 17 août 1999, à 75 ans, atteint par la limite d'âge, il démissionne de son siège épiscopal, évêque émérite de Meaux, il assure la fonction d'aumônier dans la communauté des Sœurs de Saint-Sacrement à La Mulatière, près de Lyon.
Sévèrement atteint dans sa santé, il était depuis mai 2004 résident à la maison Saint-Vosy, la maison de retraite des prêtres du diocèse du Puy.
Il était resté très attaché au diocèse du Puy : à l’invitation d'Henri Brincard, il avait célébré le 25e anniversaire de son ordination épiscopale le 27 avril 2003 en la cathédrale. L’une de ses dernières participations à une célébration diocésaine avait eu lieu lors de l’ouverture du jubilé de Notre-Dame du Puy.
Louis Cornet est décédé lundi 11 septembre 2006, à la maison de retraite diocésaine de Saint-Vosy située à Brives-Charensac. Il est inhumé dans le caveau des évêques du Puy.

## Œuvres
- 1988 Contempler le Christ pour l'annoncer, Éditions Saint-Paul